# Overledingerland

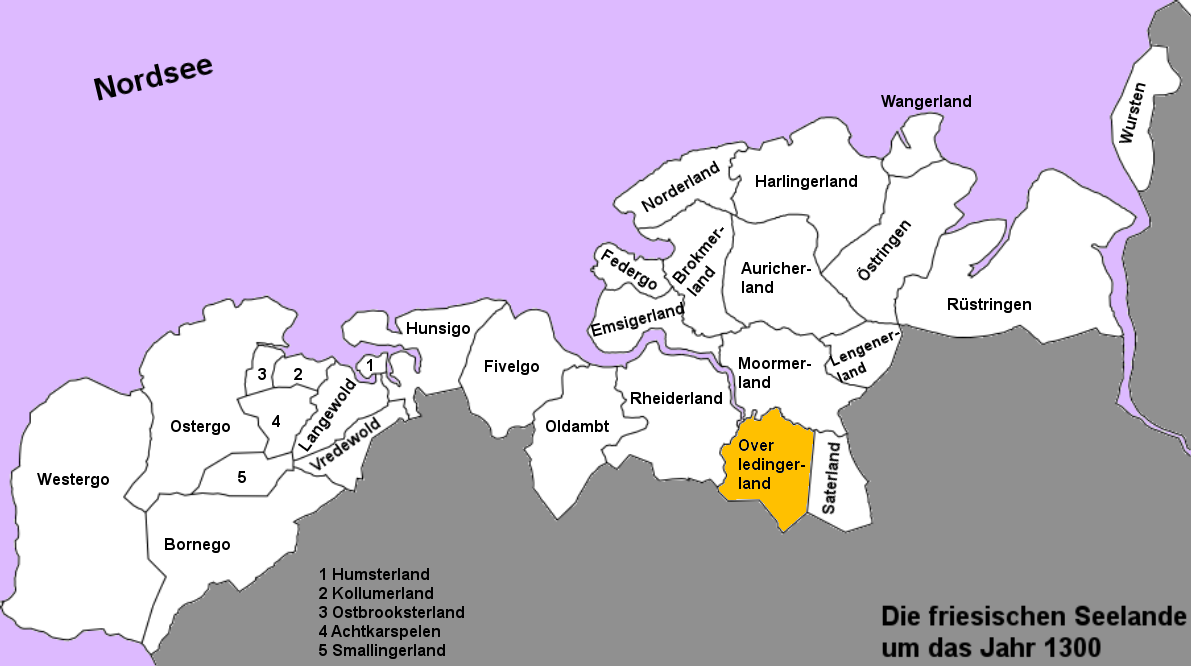
De Friese landen rond het jaar 1300.

Het Overledingerland is een historische landstreek in Oost-Friesland, binnen Duitsland, in de deelstaat Nedersaksen.
Het gebied bestaat grofweg uit, van west naar oost, de huidige gemeenten Westoverledingen, Rhauderfehn en Ostrhauderfehn. Het is ten oosten van de rivier de Eems en ten zuiden van de rivier de Leda gelegen. Het dankt zijn naam aan het feit dat de landstreek, gezien vanuit het centrale Auricher Land, aan de overkant van de Leda ligt.
Het behoorde in de middeleeuwen tot de door hoofdelingen bestuurde landen van de Friese Vrijheid. Anders dan in andere delen van Oost-Friesland, had het Overledingerland zelf geen hoofdelingen van politieke relevantie, zodat die van de omliggende streken, zoals Focko Ukena en leden van de familie Tom Brok, er vaak de dienst uitmaakten.
In de 16e eeuw kwam het gebied onder Edzard I van Oost-Friesland in het Graafschap Oost-Friesland te liggen. In de 18e eeuw werd het Pruisisch gebied.
Het Overledingerland is overwegend een landbouwgebied. Veel van de inwoners zijn forensen met een werkkring in de omliggende steden. De bekendste werklocatie is de Meyer Werft in het aan de zuidwestkant van de streek aangrenzende Papenburg.